# Phnom Bok
Phnom Bok es una colina en el noreste de Baray occidental en el país asiático de Camboya, con un Prasat (templo) del mismo nombre, construido sobre el mismo. Es una de las trilogías de "montañas", cada una de los cuales tiene un templo con diseño similar. La creación del templo se le atribuye al reinado de Yasovarman I (889-910) entre los siglos IX y X, establecida después de que él trasladó su capital a Angkor y la llamó Yasodharapura. Los otros dos templos hermanos, llamados así por los cerros contiguos, son el Phnom Bakheng y el Phnom Krom.